# Randig snapper
Randig snapper (Lutjanus synagris) är en fisk i familjen Lutjanidae som finns från  sydöstra USA till sydöstra Brasilien.

## Utseende
Den randiga snappern är en avlång fisk med en spetsig nos och en mun med smala, spetsiga tänder samt fyra huggtänder i överkäken. Ryggfenan består av en främre del med 10 smala taggstrålar, och en bakre del med 12 till 13 mjukstrålar. Analfenan är av samma typ med 3 taggstrålar och 8 till 9 mjukstrålar.
Ryggen och övre delen av sidorna är skära till röda med en grönaktig anstrykning, som bleknar till silverfärgat med en gulaktig ton på nedre delen av sidorna och buken. Längs kroppssidorna har den 8 till 10 gula till skära strimmor, och 3 till 4 gula strimmor från nosen till ögonen. Fenorna är gulaktiga till röda. Under den mjuka delen av ryggfenan har den en svart fläck.
Arten kan bli upp till 60 cm lång och väga 3,53 kg som mest, men är vanligtvis betydligt mindre.

## Vanor
Ungfiskarna uppehåller sig i skyddade vatten nära kusten, gärna bland sjögräs, men de vuxna djuren kan leva i många olika miljöer. De vanligaste är kring ref och i bevuxna vatten, både kustnära sådana och områden rika på räkor. Den kan också förekomma på djupare vatten ner till 400 m. Den är dock vanligast på djup mellan 20 och 70 m. Arten formar gärna stora stim, speciellt under parningstiden. Födan, som tas nattetid, består av räkor, bottenlevande krabbor, maskar, bläckfiskar, mindre fiskar och till en mindre del mollusker som snäckor.
Högsta konstaterade ålder är 10 år.

### Fortplantning
Lektiden infaller från tidig vår till sensommar, med relativt stor geografisk variation. Leken sker i stora grupper ute på öppet vatten. Honan lägger mellan 300 000 och nära 1 miljon 0,7 till 0,8 mm stora, pelagiska ägg som kläcks efter knappt ett dygn. Ungarna blir könsmogna vid en längd på mellan 10 och 23 cm.

## Betydelse för människan
Den randiga snappern anses som en god matfisk, och ett visst kommersiellt fiske förekommer. Mycket av fångsten sker som bifångst i samband med annat fiske, i synnerhet på räkor. Den är även en populär sportfisk, och i vissa områden, som exempelvis Florida, kan den helt övervägnade delen av fångsten tas av sportfiskare.

## Utbredning
Arten finns från North Carolina i USA över Bermuda, Västindien och Mexikanska golfen till sydöstra Brasilien.